# Голова Януса
«Голова Януса — трагедія на межі дійсності» (нім. Der Januskopf — Eine Tragödie am Rand der Wirklichkeit) — німецький німий художній фільм 1920 року, експресіоністська філософська драма режисера Фрідріха Вільгельма Мурнау, вільна екранізація повісті Роберта Луїса Стівенсона «Химерна пригода з доктором Джекілом та містером Гайдом». Фільм також відомий під назвами «Двуликий Янус» та «Страх» (нім. Schrecken).

## Сюжет
Лікар Уоррен (Конрад Фейдт) потрапляє під вплив скульптурного зображення, одна сторона якого показує зображення доброго бога, друга — злобного демона. Ця страшна скульптура змінює його свідомість. Він знаходить еліксир, який дозволяє розділити Добре та Зле у людині. Уоррен може тепер перетворюватися на свого «alter ego» О'Коннора і назад. Як О'Коннор він чинить злодіяння. Але одного разу перетворення не спрацьовує, він приречений завжди залишатися О'Коннором. Він намагається скласти заповіт на ім'я Уоррена, але це не вдається. Зрештою, переслідуваний поліцією, Уоррен накладає на себе руки.